# Епархия Кубао
Епархия Кубао (лат. Dioecesis Cubaoensis) — епархия Римско-Католической церкви с центром в городе Кесон-Сити, Антиполо. Епархия Кубао входит в митрополию Манилы. Кафедральным собором епархии Кубао является церковь Непорочного зачатия Пресвятой Девы Марии

## История
28 июня 2003 года Римский папа Иоанн Павел II выпустил буллу Quo satius provideretur, которой учредил епархию Кубао, выделив её из архиепархии Манилы.

## Ординарии епархии
- епископ Honesto Ongtioco (2003 — по настоящее время).

## Известные храмы
- Церковь Святой Жертвы в городе Кесон-Сити.

## Источник
- Annuario Pontificio, Libreria Editrice Vaticana, Città del Vaticano, 2003, ISBN 88-209-7422-3
- Булла Quo satius provideretur  (лат.)